# Мушатеску, Тудор
Тудор Мушатеску (рум. Tudor Mușatescu; 22 февраля 1903, Кымпулунг — 4 ноября 1970, Бухарест, СРР) — румынский писатель
, поэт, драматург, переводчик, театральный деятель. театральный режиссёр, театральный критик. Один из самых известных драматургов Румынии.

## Биография
Родился в семье юриста и писательницы. До 1924 года изучал право, философию и литературу в Бухарестском университете.
В 1930—1940 годах был генеральным инспектором театров Румынии.

## Творчество
Начал писать в годы учёбы в школе. Опубликовал свою первую пьесу «Огоньки над кладами» в Париже в 1923 году на французском языке.
Автор романов, рассказов, более 60 сценических произведений, наиболее известный своей юмористической прозой.
Большая часть его произведений сосредоточена на провинциальной жизни в его родном городе и включает в себя политическую сатиру, в частности, «Титаник-вальс» (Titanic Vals, самое известное произведение писателя).
Известный прежде всего как драматург. Популярные комедии Т. Мушатеску — «Приезжаю сегодня вечером» (постановка 1932), «Титаник-вальс» (пост. 1932, изд. 1936; рус. пер. В. Пьянова), «… эску» (1933), представляют собой едкую сатиру на нравы буржуазной Румынии, «Сон в зимнюю ночь» (1937), «Восьмой грех» (1946), «8 румынских комедий» (сборник, 1970) и др. По широте социальных обобщений и глубине анализа он продолжал традиции драматургии И. Караджале.
Драматические произведения Т. Мушатеску отличаются искусно построенным сюжетом, типичными образами и ситуациями, остроумием реплик.
Ему принадлежат также сборники стихов «Витрины осени» (1925), сборники юмористических рассказов «Гогуве ню» (1928), «Волны жизни» (1932), книги афоризмов «У каждого своё мнение» (1970) и др. Писал также эпиграммы и юморески.
Занимался режиссурой и театральной критикой, какое-то время был менеджером в нескольких бухарестских театрах.
Переводил произведения русских и чешских писателей. Многие из его произведений были переведены на французский, английский, немецкий, итальянский, греческий, польский, русский и чешский языки.
Пьесы Т. Мушатеску ставились на сценах театров СССР (Центральный театр Советской Армии, Сахалинский областной драмтеатр, театры Одессы, Севастополя и др.).
Коллекционировал произведения румынского искусства.